# Innoshima
Innoshima (因島市, Innoshima-shi) est une ancienne ville de la préfecture de Hiroshima, au Japon. Elle est établie sur une île de la mer intérieure de Seto.

## Géographie

### Démographie
En 2003, la ville d'Innoshima avait une population estimée à 27 465 habitants, répartis sur une superficie de 39,76 km2, soit une densité de population de 690,77 personnes au km2.

## Histoire
La localité reçoit le statut de ville le 1er mai 1953 et est donc officiellement fondée cette année-là. Le 10 janvier 2006, Innoshima fusionne avec le bourg de Setoda (en) (district de Toyota) pour former la ville d'Onomichi.

## Personnalités nées à Innoshima
- Hon'inbō Shūsaku, l'un des plus grands joueurs de go du XIXe siècle, la ville héberge d'ailleurs un musée qui lui est consacré[1];
- Kanae Minato, romancière.